# Brazíliai magyarok
A brazíliai magyar (portugálul Húngaro Brasileiro) olyan személy, aki teljesen vagy részben magyar származású, vagy Magyarországon született.
Bár magyar származású magyarok egész Dél-Amerikában élnek, aktív közösség élet csak Argentínában, Brazíliában, Venezuelában és Uruguayban van.

## Történet
Jezsuita szerzetesek érkeztek a magyaroktól Brazíliába. Az első magyar a 19. század első felében érkezett meg valószínűsítések szerint. Ő vette fel Hungria nevet. Leszármazottjai közül Nelson Hungria a legismertebb. Az 1800-as évek közepén újabb magyarok érkeztek Dél-Amerikába. A magyarok Brazíliában főként São Paulóban telepedtek le. 1935 körül külön magyar negyed is volt São Paulóban. A São Paulo-i magyar közösségen kívül többen laktak még Rio de Janeiróban, Curitibában, Brazíliában. Ezek a magyar családok elbrazilosodtak, viszont vannak összejöveteleik és szervezeteik.
A helyi magyar szervezetek adatai szerint a Brazíliába érkezett nagyszülők száma 3-5 ezer volt. Az ő leszármazottaik már Brazíliában születtek, így az ő számuk 5-10 ezerre tehető.
Az 1890-es évektől 1957-ig mintegy 150 ezer embert tartanak számon, mint bevándorlót, A Magyarok Világszövetsége 70-90 ezerre teszi a magyar bevándorlók számát. A legtöbb magyar São Paulóban és a környékén él, 500-1000 ember szokott magyar programokra járni, és 100-200 vesz részt magyar fesztiválprogramokon.

## Híres brazíliai magyarok
- Ivan Endreffy – Associação Brasileira de Gemologia (drágakő) e Mineralogia (ásványok)elnöke
- Ruben Berta – üzletember, a Varig volt elnöke
- Adriane Galisteu – modell, Senna korábbi barátnője
- Geza Heller(pt) - építész
- José Hidasi – ornitológus professzor
- Roberto Justus – televíziós
- Cássia Kiss – színésznő
- Kevin Kurányi – labdarúgó
- Lénárd Sándor – orvos, költő, író
- Paulo Miklos – énekes
- Yolanda Mohalyi – festőnő
- Molnár Gábor – író, vadász
- Paulo Rónai – író, műfordító, nyelvész
- Eugenio Szilagyi (Szilágyi Jenő) - építész
- Adalberto Szilard - építész
- Nora Tausz Rónai - építész
- Eva Todor (Fodor Éva) – tévészínésznő
- Dalton Vigh – tévészínész
- Frida Takats - színésznő
- Jordán Emil
- Szelecz Arnold
- Linka Ödön ( Ernesto Linka)
- Alceu de Freitas Wamosy - költő